# Guartelá-Canyon
Der Guartelá-Canyon, portugiesisch Canión Guartelá, ist ein natürlicher Felscanyon des brasilianischen Bundesstaates Paraná rund 200 km von Curitiba, zwischen den Städten Castro und Tibagi.
Der Canyon wurde durch den Rio Iapó gebildet und ist Teil der Trennlinie zwischen dem Primeiro Planalto Paranaense und dem Segundo Planalto Paranaense. Er durchschneidet die devonischen Sandsteine des Paraná-Beckens. Seine Länge beträgt etwa 30 km bei einer maximalen Breite von 450 m.
Er ist eine der Attraktionen des Parque Estadual do Guartelá.